# Marián Lapšanský
Marián Lapšanský (Tisovec, 21 agosto 1947) è un pianista slovacco.

## Biografia
Ha studiato al Conservatorio di Bratislava (1962- 68) e all'Accademia dell'arte musicale di Praga (1968-1973). Fra il 1975 e il 1978 è stato solista all'Orchestra Filarmonica di Stato di Košice, dal 1978 è solista all'Orchestra Filarmonica Slovacca. Dal 1983 ha collaborato anche con Peter Toperczer in un duo pianistico. Dal 1987 è insegnante (professore dal 1997) all'Alta scuola di arti musicali di Bratislava.
Dal 2004 ricopre l'incarico di direttore generale dell'Orchestra Filarmonica Slovacca.